# Baron Conway

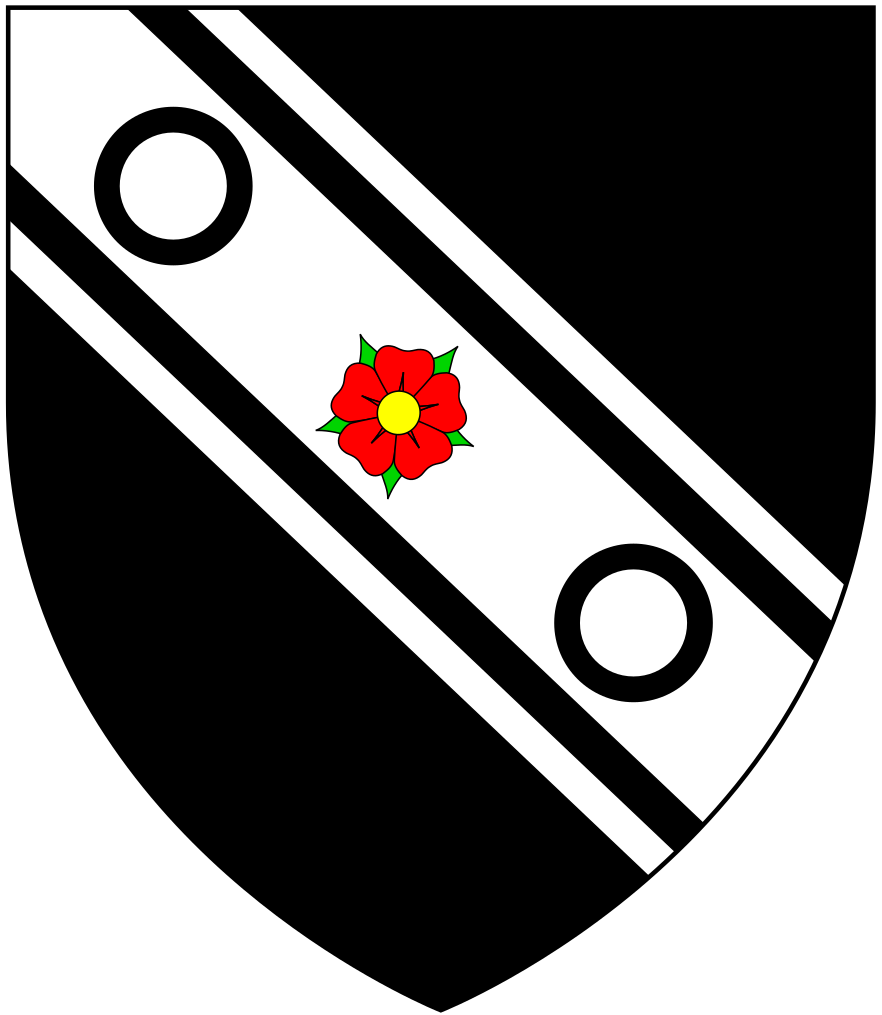
Ursprüngliches Wappen er Barone Conway

Baron Conway, of Ragley in the County of Warwick, ist ein erblicher britischer Adelstitel, der zweimal in der Peerage of England verliehen wurde.

## Verleihungen
Der Titel wurde erstmals am 24. März 1624 für Edward Conway geschaffen. Am 15. März 1627 wurde er zudem in der Peerage of Ireland zum Viscount Killultagh, of Killultagh in the County of Antrim, und am 26. Juni 1627 in der Peerage of England zum Viscount Conway, of Conway Castle in the County of Caernarvon erhoben. Sein Enkel, der 3. Viscount, wurde am 23. April 1679 zudem in der Peerage of England zum Earl of Conway erhoben. Da der Earl keine Nachkommen hinterließ, erloschen alle seine Titel bei seinem Tod am 11. August 1683.
In zweiter Verleihung wurde der Titel am 17. März 1703 für den englischen Unterhausabgeordneten Francis Seymour-Conway neu geschaffen. Er war in mütterlicher Linie mit dem verstorbenen Earl of Conway verwandt und hatte dessen Vermögen geerbt. Am 17. März 1703 wurde ihm zudem in der Peerage of Ireland der Titel Baron Conway and Killultagh, of Killultagh in the County of Antrim, verliehen. Sein Sohn, der 2. Baron, wurde in der Peerage of Great Britain am 3. August 1750 auch zum Earl of Hertford und Viscount Beauchamp sowie am 5. Juli 1793 zum Marquess of Hertford und Earl of Yarmouth erhoben. Die genannten Titel werden seither als nachgeordnete Titel des jeweiligen Marquess of Hertford geführt.

## Liste der Barone Conway

### Barone Conway, erste Verleihung (1624)
- Edward Conway, 1. Viscount Conway, 1. Baron Conway (1564–1631)
- Edward Conway, 2. Viscount Conway, 2. Baron Conway (1594–1655)
- Edward Conway, 1. Earl of Conway, 3. Baron Conway (1623–1683)

### Barone Conway, zweite Verleihung (1703)
- Francis Seymour-Conway, 1. Baron Conway (1679–1732)
- Francis Seymour-Conway, 1. Marquess of Hertford, 2. Baron Conway (1718–1794)
- Francis Seymour-Conway, 2. Marquess of Hertford, 3. Baron Conway (1743–1822)
- Francis Seymour-Conway, 3. Marquess of Hertford, 4. Baron Conway (1777–1842)
- Richard Seymour-Conway, 4. Marquess of Hertford, 5. Baron Conway (1800–1870)
- Francis Seymour, 5. Marquess of Hertford, 6. Baron Conway (1812–1884)
- Hugh Seymour, 6. Marquess of Hertford, 7. Baron Conway (1843–1912)
- George Seymour, 7. Marquess of Hertford, 8. Baron Conway (1871–1940)
- Hugh Seymour, 8. Marquess of Hertford, 9. Baron Conway (1930–1997)
- Henry Seymour, 9. Marquess of Hertford, 10. Baron Conway (* 1958)

Titelerbe (Heir apparent) ist der Sohn des aktuellen Titelinhabers William Seymour, Earl of Yarmouth (* 1993).